# Frank Gaines
Frank Brandon Gaines (Fort Lauderdale, Florida, 7 de julio de 1990) es un jugador de baloncesto estadounidense que actualmente se encuentra sin equipo. Con 1,91 metros de estatura, juega en las posiciones de base o escolta.

## Trayectoria deportiva

### Universidad
Jugó durante cuatro temporadas con los Mastodons de la Universidad de Indiana-Universidad Purdue Fort Wayne, en las que promedió 15,0 puntos, 4,6 rebotes y 1,1 robos de balón por partido. En sus dos últimas temporadas fue incluido en el mejor quinteto de la Summit League.

### Profesional
Tras no ser elegido en el Draft de la NBA de 2013, sí lo fue el en Draft de la NBA D-League, en la primera posición de la segunda ronda por los Maine Red Claws, Jugó una temporada en la que promedió 22,4 puntos, 3,7 rebotes y 1,5 asistencias por partido, máximo anotador de su equipo, siendo elegido en el Mejor quinteto de rookies de la NBA D-League. Fue además elegido Jugador más mejorado de la competición.
Nada más acabar la liga, fichó por los Gigantes de Guayana de la liga de Venezuela, pero solo disputó cinco partidos, en los que promedió 15,0 puntos y 2,2 rebotes. El 17 de junio de 2014 se anuncia su fichaje por el Juvecaserta Basket de la liga italiana, pero solo disputó 10 partidos, en los que promedió 8,4 puntos y 1,9 rebotes, antes de ser despedido. Justo al día siguiente firmó por dos meses con el Victoria Libertas Pesaro, con los que jugó seis partidos, promediando 6,2 puntos y 2,3 rebotes.
Tras expirar el contrato con el equipo italiano, una semana después fichó por los Oklahoma City Blue de la NBA D-League, quienes habían obtenido sus derechos de los Maine Red Claws. Allí acabó la temporada, promediando 20,7 puntos y 3,4 rebotes por partido. Al término de la liga, en el mes de abril, firmó por los Caciques de Humacao de la Liga de Puerto Rico, donde disputó 19 partidos en los que promedió 25,1 puntos y 4,3 rebotes.
En julio de 2015 se une a los Oklahoma City Thunder para disputar las Ligas de Verano de la NBA. Un mes más tarde fichó por el Wilki Morskie Szczecin de la liga polaca. Allí jugó una temporada en la que promedió 12,4 puntos y 3,9 rebotes por partido.
El 29 de julio de 2016 fichó por el SC Rasta Vechta alemán.
El 6 de enero de 2021, firma por el Pallacanestro Cantù de la Serie A para reemplazar a James Woodard, tras comenzar la temporada en el Bnei Herzliya israelí.
El 15 de mayo de 2021, firma por el Givova Scafati de la Serie A2.
El 12 de agosto de 2022 fichó por el Pallacanestro Trieste de la Serie A de Italia.